# Metoda Hare’a-Niemeyera
Metoda Hare’a-Niemeyera – metoda stosowana do podziału mandatów w systemach wyborczych opartych na proporcjonalnej reprezentacji z listami partyjnymi, powstała na skutek modyfikacji metody Hare’a przez niemieckiego matematyka Horsta Niemeyera. Nazywana jest także metodą największych reszt lub matematycznej proporcji.
Liczbę uzyskanych mandatów oblicza się za pomocą wzoru:
{\displaystyle Q=\lfloor {\frac {V_{1}\cdot S}{V_{t}}}\rfloor =\lfloor X\rfloor }
gdzie:
{\displaystyle Q} – liczba uzyskanych przez daną listę mandatów,
{\displaystyle V_{1}} – liczba ważnie oddanych głosów na daną listę w okręgu wyborczym,
{\displaystyle S} – liczba mandatów do obsadzenia w danym okręgu wyborczym,
{\displaystyle V_{t}} – łączna liczba głosów oddanych w danym okręgu wyborczym,
{\displaystyle X} – wynik dzielenia, np. 1,38.
Podłoga z liczby X przed przecinkiem oznacza liczbę mandatów przypadających w okręgu wyborczym danej liście. Jeżeli w odniesieniu do wszystkich list okręgowych nie zostaną rozdzielone wszystkie mandaty, to pozostałe mandaty przydziela się tym listom, dla których wyliczone ilorazy wykazują kolejno najwyższe wartości po przecinku, np. 0,39; 0,27; 0,05. Stosuje się wtedy zasadę największej reszty.
W Polsce tę metodę stosowano przy ustalaniu wyników w wyborach do Sejmu w 1991 roku. Aktualnie stosuje się ją w wyborach do Parlamentu Europejskiego w Polsce.

## Przykład
Mamy komitety A, B oraz C, które otrzymały kolejno 720, 300 i 480 głosów, do obsadzenia jest 8 mandatów. Według powyższego wzoru, obliczamy współczynniki dla poszczególnych komitetów:
- A: {\displaystyle {\frac {720\cdot 8}{720+300+480}}=3{,}84;}
- B: {\displaystyle {\frac {300\cdot 8}{720+300+480}}=1{,}6;}
- C: {\displaystyle {\frac {480\cdot 8}{720+300+480}}=2{,}56.}

Zgodnie z liczbami przed przecinkiem, 3 mandaty uzyskuje komitet A, jeden komitet B, a dwa komitet C. Pozostałe dwa mandaty zostają rozdzielone kolejno komitetom o najwyższej wartości po przecinku, czyli A, następnie B. Ostatecznie komitet A uzyskuje 4 mandaty, a komitety B i C po dwa.